# Мария да Фонте (восстание)

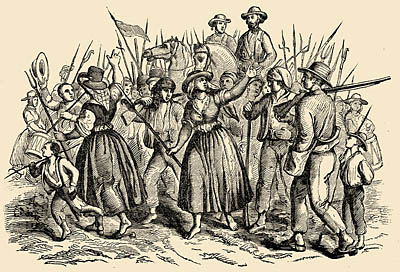
Восстание Марии да Фонте

Восстание Марии да Фонте (порт. Revolução da Maria da Fonte) — крестьянское восстание в Португалии в 1846—1847 годах.
Поводом к народному восстанию послужили произвол, бремя налогов, расточительство, новые законы о воинской повинности и ряд мероприятий, нарушавших традиционные религиозные установления (в том числе, запрещение хоронить покойников внутри церквей) ненавистного народу первого министра А. Б. Кошта Кабрала, который восстановил против себя народ и все партии. Португалия была в то время политически раздроблена между сторонниками левых и консервативных либералов, последние в 1842 г. насильственно захватили власть и при поддержке королевы Марии II диктаторскими методами управляли страной.
После дворцового переворота 6 октября 1846 года Мария II сместила правительство де Соузы, положив начало краткосрочной гражданской войне.
Восстание началось в апреле 1846 на севере Португалии (провинция Миньо) и постепенно распространилось юг страны. Восставшие захватывали помещичьи земли и создавали хунты — революционные руководящие органы. Руководительницей восстания считалась Мария да Фонте из Фонтаркада (достоверных сведений о ней не сохранилось). Некоторые отряды повстанцев возглавляли выступавшие против Кабрала дворяне-либералы. Силами португальской армии и иностранных интервентов (в Португалию в июне 1847 г. вторглись испанские войска, а у её берегов действовали английская эскадра, французские и испанские военные корабли) восстание было подавлено. Однако мощное народное движение заставило А. Б. Кошта Кабрала выйти в отставку. Его сменил Педру де Соуза Гольштейн де Палмела.